# Championnat d'Union soviétique de football 1970
Navigation
Saison 1969 Saison 1971
La saison 1970 de Vyschaïa Grouppa A est la 32e édition du championnat de première division en Union soviétique. Dix-sept clubs sont regroupés au sein d'une poule unique, la Classe A, où les équipes se rencontrent deux fois, à domicile et à l'extérieur. À la fin de la saison, les trois derniers du classement sont relégués et remplacés par les deux meilleurs clubs de deuxième division afin de faire passer la compétition de 17 à 16 équipes.

## Histoire
C'est le club du CSKA Moscou qui remporte le championnat après avoir battu (en 2 matchs) le Dynamo Moscou lors de la finale pour le titre, les deux clubs ayant terminé à égalité en tête du classement final. Il s'agit du 6e titre de champion d'Union soviétique de l'histoire du club. Le tenant du titre, le FK Spartak Moscou, prend la 3e place, à sept points du duo de tête et devient le premier club soviétique à participer à la toute nouvelle Coupe UEFA.

## Clubs participants
- Premier tour de la Coupe des clubs champions 1970-1971
- Promu de deuxième division

| Club                 | Présent depuis | Classement 1969 | Entraîneur                |
| -------------------- | -------------- | --------------- | ------------------------- |
| Spartak Moscou       | 1936           | 1er             | Nikita Simonian           |
| Dynamo Kiev          | 1936           | 2e              | Viktor Terentiev (en)     |
| Dinamo Tbilissi      | 1936           | 3e              | Givi Chokheli             |
| Dinamo Moscou        | 1936           | 4e              | Konstantin Beskov         |
| Torpedo Moscou       | 1938           | 5e              | Valentin Ivanov           |
| CSKA Moscou          | 1954           | 6e              | Valentin Nikolaïev        |
| Neftchi Bakou        | 1960           | 7e              | Ahmad Alaskarov (en)      |
| Tchernomorets Odessa | 1965           | 8e              | Sergueï Chapochnikov (en) |
| Zénith Léningrad     | 1938           | 9e              | Ievgueni Gorianski (en)   |
| Chakhtior Donetsk    | 1955           | 10e             | Artiom Falian (en)        |
| Zaria Vorochilovgrad | 1967           | 11e             | German Zonine             |
| SKA Rostov           | 1959           | 12e             | Guennadi Matveïev         |
| Dinamo Minsk         | 1960           | 13e             | Ivan Mozer                |
| Torpedo Koutaïssi    | 1962           | 14e             | Aleksandr Kotrikadze (ru) |
| Ararat Erevan        | 1966           | 15e             | Oleksandr Ponomarov       |
| Pakhtakor Tachkent   | 1965           | 16e             | Mikhail Yakushin          |
| Spartak Ordjonikidzé | 1970           | 1er (D2)        | Kazbek Tuaev              |

### Changements d'entraîneurs
| Club                 | Entraîneur partant | Date de départ | Entraîneur arrivant     | Date d'arrivée |
| -------------------- | ------------------ | -------------- | ----------------------- | -------------- |
| Zénith Léningrad     | Artiom Falian (en) | juin 1970      | Ievgueni Gorianski (en) | juin 1970      |
| Chakhtior Donetsk    | Youri Voïnov       | juillet 1970   | Artiom Falian (en)      | juillet 1970   |
| Spartak Ordjonikidzé | Andreï Zazroïev    | août 1970      | Kazbek Tuaev            | août 1970      |
| Dynamo Kiev          | Viktor Maslov      | septembre 1970 | Viktor Terentiev (en)   | septembre 1970 |

## Compétition
Le barème de points servant à établir le classement se décompose ainsi :
- Victoire : 2 points
- Match nul : 1 point
- Défaite : 0 point